# احساس پادشاه
احساس پادشاه (بخ کره‌ای: 연모؛ انگلیسی: The King's Affection) یک مجموعه محصول تلویزیونی کره جنوبی در سال ۲۰۲۱ با بازی پارک اون بین، رو وون، نام یون سو، چوی بیونگ چان، به یون کیونگ و جونگ چه یون است. این مجموعه از ۱۱ اکتبر تا ۱۴ دسامبر ۲۰۲۱، روزهای دوشنبه و سه‌شنبه ساعت ۲۱:۳۰ (کی‌اس‌تی) از کی‌بی‌اس۲ برای ۲۰ قسمت پخش شد. این مجموعه برای استریم در نتفلیکس در مناطق منتخب قابل دسترسی است.

## بازیگران

### بازیگران اصلی
- پارک اون بین در نقش ولیعهد لی هی / دام یی / یون سون[۶]
  - چوی میونگ بین در نقش جوانی ولیعهد لی هی / دام یی / یون سون[۷]
- رو وون در نقش جونگ جی وون[۸]
  - گو وو ریم در نقش جوانی جونگ جی وون[۹]
- نام یون سو در نقش لی هیون، شاهزاده جه‌اون[۱۰]
  - چوی رو وون در نقش جوانی لی هیون[۱۱]
- چوی بیونگ چان در نقش کیم گا اون / کانگ اون سو؛ بادیگارد لی هی[۱۲]
  - اوک چان یو در نقش جوانی کیم گا اون / کانگ اون سو
- به یون کیونگ در نقش شین سو اون[۱۳]
- جونگ چه یون در نقش نو ها کیونگ؛ کوچکترین دختر وزیر امور نظامی[۱۴]